# Ardisia ibaguensis
Ardisia ibaguensis är en viveväxtart som beskrevs av Cyrus Longworth Lundell. Ardisia ibaguensis ingår i släktet Ardisia och familjen viveväxter. Inga underarter finns listade i Catalogue of Life.